# Factory Records
Factory Records ist ein 1978 begründetes britisches Independent-Label aus Manchester, das in erster Linie auf elektronische Tanzmusik spezialisiert war. Beheimatet waren viele berühmte Bands, darunter Joy Division, New Order, A Certain Ratio, The Durutti Column, und Happy Mondays. Wie auch 4AD Records hatte Factory Records ein kreatives Team (insbesondere der Produzent Martin Hannett sowie der Grafikdesigner Peter Saville), die dem Label sowie den Künstlern und ihren Veröffentlichungen einen besonderen Klang und ein besonderes Image gaben. Das Label verwendete ein einzigartiges Katalogsystem, bei dem eine Katalognummer nicht einfach nur für die musikalischen Veröffentlichungen genutzt wurde, sondern auch für weitere Objekte.

## Geschichte

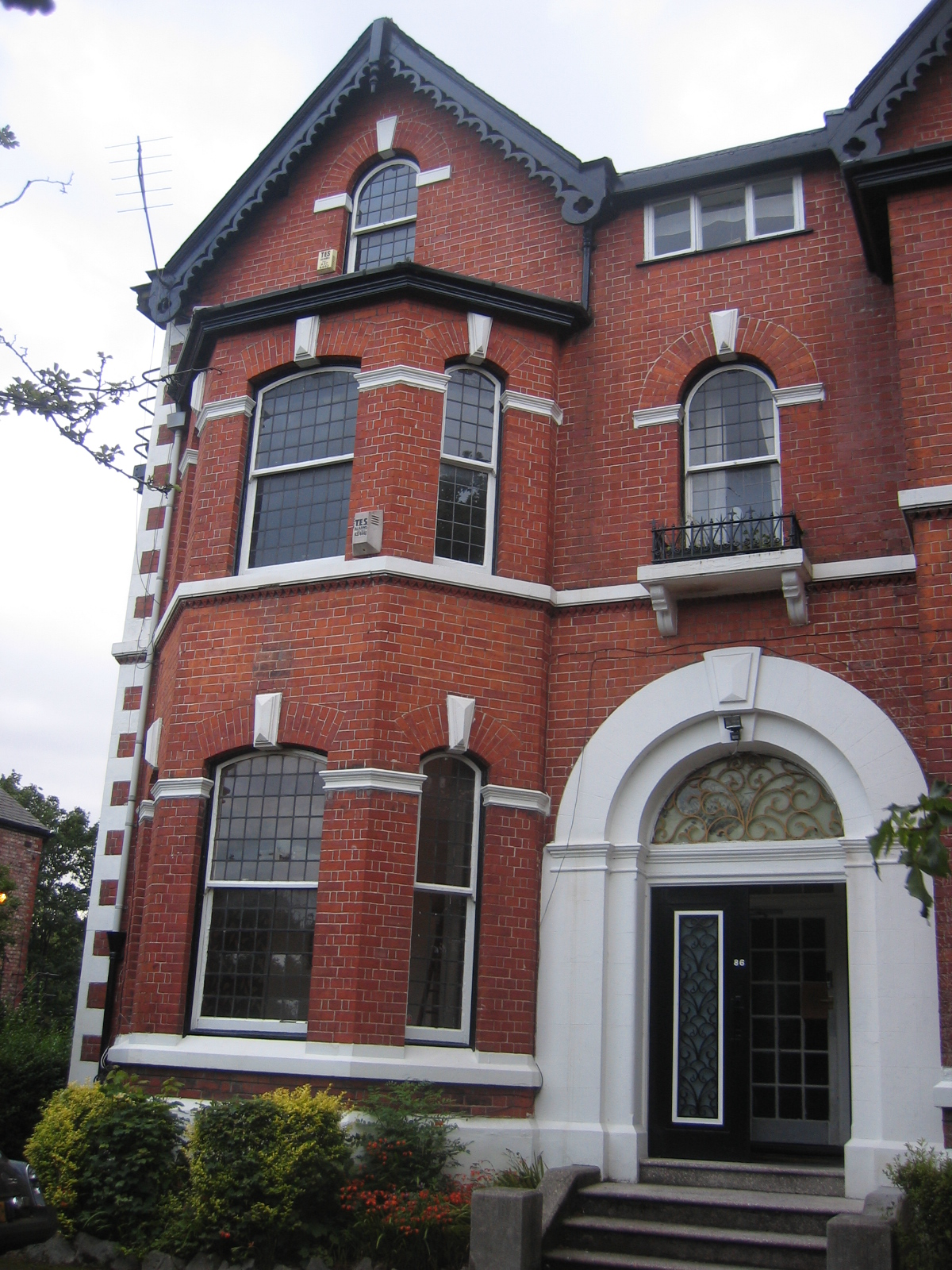
Das Hauptquartier von Factory Records befand sich anfangs in einer Wohnung im ersten Stock dieses Gebäudes in der 86 Palatine Road in der Vorstadt von Manchester. 1990 zog Factory Records aus dem Gebäude aus. Heute befinden sich dort Wohnräume.

Factory wurde im Januar 1978 gegründet, als Tony Wilson, ein TV-Moderator bei Granada Television, eine Partnerschaft mit Alan Erasmus einging, einem arbeitslosen Schauspieler und Band-Manager. Einerseits lehnt sich der zweideutige Name des Labels an das berühmte Künstlerkollektiv der The Factory von Pop-Art-Künstler Andy Warhol, andererseits an den Ruf der Metropole Manchester, dem Hauptsitz des Labels, als graue Arbeiterstadt an. Zunächst wurde der Name The Factory jedoch, ab Mai 1978, für eine Clubreihe im Russel Club genutzt, der lokalen Bands (darunter The Durutti Column, seinerzeit unter dem Management von Erasmus und Wilson), Cabaret Voltaire und Joy Division eine Auftrittsmöglichkeit bieten sollte. Das Veranstaltungsposter wurde von Peter Saville entworfen und erhielt die Katalognummer FAC 1. Im September entschloss sich das Trio, eine Platte mit den Bands zu veröffentlichen, die im Club aufgetreten sind (The Durutti Column, Joy Division, Cabaret Voltaire und der Komiker John Dowie). Factory Records wurde aus der Taufe gehoben, mit Wilson, Erasmus, Saville und dem Produzenten Martin Hannett als unternehmerische Partner.
Das Factory-Label hatte sein Hauptquartier zunächst im Haus von Erasmus in der Palatine Road. Die erste Factory-Veröffentlichung war im Frühjahr 1979 A Factory Sample, eine Doppel-7"-Single (FAC 2). Es folgten Singles von A Certain Ratio (die zunächst beim Label blieben), und Orchestral Manoeuvres in the Dark (die kurze Zeit später zu DinDisk bzw. Virgin Records wechselten). Die erste Factory-LP – Unknown Pleasures von Joy Division – wurde im Juni veröffentlicht. Gegen Ende des Jahres wurde der Manager von Joy Division, Rob Gretton, fünfter Partner des Labels und der Factory Club wurde geschlossen (öffnete allerdings im folgenden Jahr noch einmal kurzfristig).
Im Januar 1980 wurde The Return of the Durutti Column (FACT 14) veröffentlicht, die erste einer langen Reihe von Veröffentlichungen der Band (im Wesentlichen der Gitarrist Vini Reilly). Am 18. Mai 1980, einen Tag vor der geplanten Tournee in den USA, beging Ian Curtis, der Sänger von Joy Division, Selbstmord. Im darauf folgenden Monat kletterte Joy Divisions Love Will Tear Us Apart (FAC 23) in die UK Top 20. Ihr zweites Album Closer (FACT 25) wurde im Juni 1980 veröffentlicht. Die verbliebenen Mitglieder von Joy Division beschlossen, unter dem neuen Bandnamen New Order einen Neuanfang zu wagen und neu geordnet weiterzumachen. Factory begann, sich internationaler aufzustellen und gründete, zusammen mit Les Disques du Crepuscule, Factory Benelux als unabhängiges Label sowie Factory US, welches zunächst als Vertriebskanal der UK-Veröffentlichungen in Amerika diente, dann aber zunehmend unabhängiger wurde.
Im Jahre 1981 beschlossen Factory und New Order, einen Nachtclub zu eröffnen, und die Vorbereitungen begannen, um eine nahe dem Zentrum von Manchester gelegene viktorianische Textilfabrik umzubauen, die als aufgegebener Ausstellungsraum für Motorboote diente. Hannett verließ daraufhin das Label, da er mit dem Geld ein Aufnahmestudio einrichten wollte und klagte anschließend wegen unbezahlter Tantiemen (es kam zu einer gütlichen Einigung im Jahre 1984, und der Vorgang erhielt die Katalognummer FAC 61). Auch Saville stieg als Partner aus, ebenfalls aufgrund von Zahlungsschwierigkeiten durch den Ausbau des neuen Clubs (er arbeitete jedoch weiterhin für Factory). Wilson, Erasmus und Gretton gründeten daraufhin Factory Communications Ltd.
Das Fac 51 Haçienda wurde schließlich im Mai 1982 eröffnet. Obwohl es in Bezug auf die Innenarchitektur von Ben Kelly viel Lob erhielt, verlor der Club in den ersten Jahren große Summen von Geld, hauptsächlich aufgrund der niedrigen Eintritts- und Getränkepreise, die deutlich unter denen der nahegelegenen Pubs lagen, aber trotzdem – außer an den Wochenenden – zu keinem vollen Haus führten. Auch die Anhebung der Getränkepreise konnte das Problem nicht beheben, denn Mitte der achtziger Jahre begannen die Besucher lieber Ecstasy anstelle von Alkohol zu sich zu nehmen. Unter anderem aus diesem Grunde kostete New Order/Factory der Betrieb des Haçienda etwa 10.000 Pfund Sterling pro Monat.
1983 wurde die Single Blue Monday (FAC 73) von New Order ein internationaler Erfolg und markierte einen Wendepunkt in der Karriere der Band. New Order nahmen noch eine weitere Single, Confusion (FAC 93), auf, produziert von Arthur Baker, die ein Club-Hit in New York wurde und wodurch Factory den Status eines Dance-Labels erhielt. Dies wurde durch die folgenden Singles von Quando Quango, Cabaret Voltaire, Section 25, Marcel King, 52nd Street und A Certain Ratio noch unterstrichen, die alle Remixe von namhaften New Yorker Remixern (Mark Kamins, John Robie, John 'Jelly Bean' Benitez) enthielten. Im September wurde dann die erste Single von James – Jimone (FAC 78) – veröffentlicht, und weil Factory angeblich zu beschäftigt damit war, die Karriere von James zu fördern, entschieden sich The Smiths, nicht bei Factory, sondern bei Rough Trade Records zu unterschreiben. Pikanterweise verließen James ein Jahr später (nach einer Tournee mit The Smiths) Factory, weil sie nicht genügend Unterstützung durch das Label erhalten haben sollen.
Im Januar 1984 wurde Channel 4s „The Tube aus dem Haçienda“ übertragen. Neben den sogenannten „Factory All Stars“ trat dort auch Popstar Madonna auf. Im April flog Alan Erasmus nach Moskau, um mit jungen russischen Musikern über Veröffentlichungen auf dem neu zu gründenden Factory Classical Label zu verhandeln. Die Anstrengungen blieben jedoch erfolglos, da der Londoner Kontaktmann von der britischen Regierung ausgewiesen wurde. Im August organisierte Factory die Veranstaltung „From Factory – A Series Of London Premieres“. Eine Woche lang fanden Konzerte, Ausstellungen, Film- und Videoaufführungen in den Londoner Riverside Studios statt.
1985 erschien die erste Single der Happy Mondays (FAC 129), die neben New Order zur erfolgreichsten Band von Factory wurden. Erst die Erfolge beider Bands ermöglichten es dem Label, weitere Projekte zu finanzieren. Factory und das Haçienda wurden zu einem Knotenpunkt für die aufkommenden Musikrichtungen Techno und Acid House und ihre Verschmelzung mit Post-Punk-Gitarrenmusik: die „Madchester“-Welle. Im Juli wurde Factory Australasia als eigenständiges Label in Sydney gegründet. Factory Australasia wurde schnell zur erfolgreichsten Auslandsgründung von Factory.
Im März 1986 wurde ein Vertrag mit der Londoner Agentur Out Promotion geschlossen, da sich Wilson und seine Mitarbeiter bewusst wurden, dass sich ihre Platten nicht mehr länger von selbst verkauften. Im Juli veranstaltete Factory dann das „Festival Of The Tenth Summer“, um mit Konzerten, Designausstellungen, Modenschauen, Filmen und Vorträgen '10 Jahre Punk in Manchester' zu feiern.
1987 erschien das erste Album der Happy Mondays (FACT 170) sowie der Erstling der Railway Children (FACT 185). Die Railway Children verließen allerdings noch im Herbst das Label, sowie auch A Certain Ratio. Im Herbst 1987 eröffnet Factory eine Bar (Dry Bar, FAC 201) und im Dezember wird das Album The Guitar And Other Machines (FACT 204) von The Durutti Column unter anderem auch als DAT veröffentlicht, als erste kommerzielle Veröffentlichung dieses neuen Formats.
Im September 1988, nach zehn Jahren mit mündlichen Vereinbarungen mit Künstlern und Bands, wurden die ersten offiziellen Factory-Verträge mit Cath Carroll und Happy Mondays schriftlich abgeschlossen. Im selben Monat erwarb Factory ein Gebäude im Zentrum von Manchester, um dort sein neues Hauptquartier aufzuschlagen.
1989 eröffnet Factory einen Memorabilia- und Merchandising-Laden (The Area, FAC 281) im Affleck’s Palace in der Oldham Street und gegenüber der Dry Bar. Nach zehn Jahren mit Nicht- bzw. Antiwerbung wurden nun alle neuen Factory-Veröffentlichungen beworben.
Im Jahre 1990 schließlich wurde aus dem Haçienda offiziell das „Hallucienda“, und als eine 16-Jährige an einer Überdosis Ecstasy starb, drohte die Polizei, den Club zu schließen. Im Mai wurde New Orders WM-Hymne World In Motion (FAC 293) veröffentlicht und der einzige UK-Nummer-1-Hit von New Order. Im September eröffnete Factory sein neues Hauptquartier (FAC 251) in der Charles Street.
Im Jahre 1991 starb Martin Hannett, der mittlerweile wieder in Verbindung mit dem Label gestanden und mit den Happy Mondays zusammengearbeitet hatte. Savilles Verbindung mit Factory beschränkte sich weiterhin nur auf das Design für New Order und ihrer Soloprojekte Electronic, Revenge und The Other Two. Das Haçienda musste Anfang des Jahres aufgrund der zunehmenden Gewalt durch rivalisierende Verbrecherbanden schließen, öffnete allerdings mehrere Wochen später wieder seine Türen.
Im Jahr 1992 befand sich das Label in ernsthaften finanziellen Schwierigkeiten, verursacht durch die horrenden Kosten für die Aufnahmen des vierten Albums Yes Please (FACT 420) der Happy Mondays auf Barbados sowie durch die 400.000 Pfund Sterling, die für das neue Album von New Order ausgegeben wurden. Mehrere Plattenfirmen, darunter London Records, bekunden ihr Interesse an einer Übernahme von Factory, die aber scheiterte, als sich herausstellte, dass New Order die Rechteinhaber an ihren Stücken waren und nicht Factory. Factory Communications Ltd. ging im November schließlich bankrott. Das New Order-Album Republic erschien bereits bei London Records.
Das Haçienda schloss im Jahre 1997 und wurde 2001 abgerissen, um 2003 durch einen modernen Luxuswohnblock ersetzt zu werden. Dies entbehrte nicht einer gewissen Ironie, da Tony Wilson bereits im Jahre 1983 alte Warenlager in moderne Loftwohnungen umwandeln wollte (FAC 101); ein Projekt, das allerdings nicht umgesetzt werden konnte.
Im Jahre 1998 starb Rob Gretton, der langjährige Manager von New Order, der auch sein eigenes Label Rob’s Records betrieb, an einem Herzanfall.
In dem Spielfilm 24 Hour Party People aus dem Jahre 2002 wird die wechselhafte Geschichte der Plattenfirma Factory Records mit satirischem Unterton porträtiert, worin ebenso der Musikclub Haçienda einen Platz einnimmt. Als roter Faden innerhalb der Filmhandlung dient der Lebenslauf des Musikmanagers Tony Wilson. Viele reale Personen, die mit Factory in irgendeiner Verbindung standen, inklusive Paul Ryder und Rowetta, treten darin von professionellen Schauspielern verkörpert auf. Die Hauptfigur basiert auf Wilson als Erzähler und wird von Steve Coogan gespielt.

### Der Factory-Records-Katalog
Alle Labelveröffentlichungen (sowohl Musik als auch Videos) erhielten eine Katalognummer, beginnend mit FAC (Singles, Objekte), oder FACT (Alben) oder FACD (CDs) gefolgt von einer Nummer. Für Kassetten wurde ein C und für DAT ein D dahinter gestellt. Diese Nummerierung wurde auch auf die anderen „Produktionen“ von Factory verwendet, beispielsweise Poster (FAC 1), dem Haçienda (FAC 51), dem Friseursalon im Haçienda (FAC 98), einer TV-Übertragung von Channel 4s The Tube (FAC 104), Klebeband (FAC 136), das Blatt einer restaurierten Wassermühle (FAC 148), der Haçienda-Katze (FAC 191), einer Wette zwischen Wilson und Gretton (FAC 253) und einem Radio-Spot (FAC 294). Für Tony Wilson, der im August 2007 verstorben war, entwarf Peter Saville einen Grabstein, sein Sarg erhielt die Katalognummer FAC 501. Benelux hatte eine ähnliche Katalogisierung (FAC BN oder FBN), war aber begrenzt auf reine Musikveröffentlichungen.
Der Factory-Records-Katalog beginnt mit dem Eintrag FAC 1: dem ersten Poster für die Veranstaltungsreihe The Factory im Russel Club in Manchester. Die weiteren Nummern wurden nicht in chronologischer Reihenfolge vergeben – so enden die Katalognummern für Factory-„Projekte“ auf 1, für Joy Division und New Order in der Regel auf 3, für A Certain Ratio und später Happy Mondays auf 2, für The Durutti Column auf 4 und für Factory Classical auf 6.
Für besondere Factory-Veröffentlichungen wurden darüber hinaus auch spezielle Nummern verwendet: FACT 25 für Joy Divisions Closer, FACT 50 für New Orders Movement, FACT 75 für New Orders Power, Corruption & Lies, FACT 100 für New Orders Low Life, FACT 200 für New Orders Substance, FACT 250 for Joy Divisions Substance usw.
Trotz der Auflösung von Factory Records wächst der Katalog weiter an, so erhielten u. a. der Film 24 Hour Party People die Nummer FAC 401, die entsprechende Website FAC 433, eine Plastik von Peter Saville FAC 473, eine Ausstellung über das Haçienda FAC 491, das neueste Album der Happy Mondays FACT 500, und eine Gedächtnisveranstaltung für Rob Gretton FAC 511.
Bei einigen Veröffentlichungen gibt es weitere Begründungen:
FACT 24, Various Artists: A Factory Quartet (Album [x2]): 2 Schallplatten, 4 Künstler, daher 2/4 (zusätzlich sind Durutti Column [„4“; siehe oben] mit auf dieser Veröffentlichung).
FAC 148, Styal Mill Sponsored Bucket: Factory stiftete eines von 48 Wassermühlenblättern, daher 1/48.
FAC 289, New Order: Campaign Technique (Briefpapier): Eine Werbekampagne für das New Order-Album Technique im Februar 1989, daher 2/89. (In typischer Factory-Manier wurde diese Nummer zwei Jahre später irrtümlich auch an die Wendys-Single The Sun's Going To Shine For Me Soon vergeben. Doppelte Nummernzuordnungen treten häufiger innerhalb des Katalogs auf.)
Manchmal gibt es auch hintersinnige Katalognummern: FAC 321, Jonathan Demme: The Perfect Kiss (Video). Dies ist die umgedrehte Nummer der Single, für die das Video gedreht wurde: FAC 123, New Order: The Perfect Kiss. Daneben, wie oben angemerkt, kennzeichnet „123“ eine New Order-Single und „321“ ein Factory-Projekt.

### Factory Classical
Im Jahre 1989 wurde Factory Classical gegründet, angeregt durch die Verbindung zum Bratschisten John Metcalfe, der sowohl bei The Durutti Column als auch im Kreisler String Orchestra mitspielte. Dieses Label sollte jungen Klassik-Interpreten und Künstlern die Gelegenheit zu Veröffentlichungen geben. Factory Classical veröffentlichte zunächst fünf Alben vom Kreisler String Orchestra, dem Oboisten Robin Williams, dem Duke String Quartet, dem Pianisten Rolf Hind und von Steve Martland. Die Komponisten umfassten unter anderem Steve Martland, Benjamin Britten, Paul Hindemith, Francis Poulenc, Schostakowitsch, Michael Tippett, und György Ligeti.
1990 folgte dann eine zweite Serie, diesmal mit Veröffentlichungen von Steve Martland, I Fagiolini, Rolf Hind, dem Gesangsduo Red Byrd, dem Pianisten Graham Fitkin, sowie ein Beitrag von Music Projects/London zum Projekt, alle Lieder und Instrumentalstücke von Erik Satie zu veröffentlichen. Weitere Komponisten umfassen Claudio Monteverdi, Brian Elias sowie John Paul Jones.
1991 und 1992 folgten dann die dritte und vierte Serie, diesmal mit zwei weiteren Veröffentlichungen von Steve Martland sowie Piers Adams und Walter Hus. Die Komponisten umfassen u. a. Wolfgang Amadeus Mozart und Georg Friedrich Händel.

## Factory Too
Im Jahr 1994 unternahm Tony Wilson zusammen mit London Records einen neuen Versuch, Factory Records zu beleben, genannt Factory Too. Die erste Veröffentlichung war von The Durutti Column. Die weiteren Bands waren Hopper und The Space Monkeys. Eine weitere Veröffentlichung, der Sampler A Factory Sample Too (als Bezug zu A Factory Sample, der ersten Factory-Veröffentlichung) enthält die bis dahin unbekannten Bands East West Coast, The Orch, Italian Love Party und K-Track. Das Label existierte noch bis Ende der 1990er Jahre, sowie auch Factory Once, welches hauptsächlich altes Material von Factory neu veröffentlichte (darunter alle Alben von The Durutti Column). Die letzte Inkarnation von Factory ist F4 Records, gegründet im Jahre 2004 und dem Künstler Raw-T.

## Bands (Auswahl)
- A Certain Ratio
- Cabaret Voltaire
- The Durutti Column
- Electronic
- Fadela
- Happy Mondays
- James
- Joy Division
- New Order
- Northside
- Orchestral Manoeuvres in the Dark
- Section 25
- Thick Pigeon